# Herniaria alpina
Herniaria alpina là loài thực vật có hoa thuộc họ Cẩm chướng. Loài này được Chaix mô tả khoa học đầu tiên năm 1786.